# Ascendancy
Ascendancy (v překladu Nadvláda) je tahová strategie od firmy The Logic Factory. Tématem sci-fi hry je galaktický zápas mezi mimozemskými formami života, cílem je získat nadvládu nad ostatními. Původně byla hra vydaná pro MS-DOS v roce 1995. V roce 2011 byla aktualizována a vydána pro iOS. Verze pro iOS byla vytvořena jako univerzální aplikace navržená pro iPad i iPhone / iPod platformy.

## Cíl a princip hry
Hráč se na začátku hry stane vládcem jedné z mimozemských forem života. Jeho úkolem je prozkoumávat a osídlovat další planety a rozšiřovat vybraný druh. Hráč staví budovy a kosmické lodě, objevuje nové technologie a rozvijí civilizaci pomocí válek a diplomacie.
Hráč začíná s jednou osídlenou planetou, kterou musí dále rozvíjet. Může stavět různé typy budov na povrchu planety a po čase může postavit i kosmickou loď planetu opustit. Kosmické lodě mohou cestovat do jiných slunečních systémů po definovaných cestách (star lane). Lodě mohou volně osídlovat neobsazené planety. Lodě mohou také provést invazi na již osídlené planety nebo mohou bojovat s jinými loděmi nebo obrannými stavbami osídlených planet.
Základní zobrazení herního světa je 3D rotovatelný model galaxie, kde hráč vidí všechny objevené sluneční soustavy a jejich spojnice (star lane) a civilizace. Odtud také může přejít na zobrazení výzkumu a diplomacie. Ze základní obrazovky může hráč přejít na zobrazení 3D rotovatelných modelů jednotlivých solárních systémů s planetami a loděmi. Z tohoto zobrazení může přejít na detailní zobrazení povrchu jednotlivých planet a vybavení lodí. Styl hry je podobný sérii her Master of Orion.

### Planety
Na každé planetě musí hráč řídit tří oblasti rozvoje: Výzkum, Průmysl a Prosperita. Body z výzkumu jsou sdílené mezi všemi osídlenými planetami a umožňují hráči objevit nové technologie ― zejména další stavby a komponenty kosmických lodí. Naproti tomu body z průmyslu se využívají lokálně na planetě a určují jak rychle může planeta dokončit projekty (stavby budov a lodí). Body z prosperity určují jak rychle roste počet obyvatel planety. Obyvatelé planety jsou nezbytní pro stavbu dalších budov. Hráč začíná s možností postavit budovy pro podporu každé z těchto tří oblastí a obytné jednotky a další možnosti získává objevováním nových technologií.
Topografie planet je vyjádřena schématem barevných čtverců. Bílé čtverce jsou univerzálně použitelné, kde mohou být postaveny jakékoliv budovy. Zelené čtverce zvyšují produkci budov zaměřených na prosperitu. Červené čtverce zvyšují produkcí průmyslu a modré čtverce produkci výzkumu. Kromě toho mohou planety obsahovat černé čtverce, které jsou z počátku neobyvatelné, ale mohou být využity později s objevením vhodných technologií. Každá planeta také obsahuje deset orbitálních čtverců, které mohou být využity pro stavbu doků pro kosmické lodě, kosmické lodě a planetární obrany. Nově objevené planety také mohou někdy obsahovat pozůstatky starých civilizací ze kterých může hráč získat nové technologie.
Kosmické lodě je možné vybavit zařízeními ze šesti kategorií:
1. Zbraňové systémy
2. Motory
3. Energetické zdroje
4. Detekční systémy
5. Štíty
6. Speciální doplňky

Lodě musí být vybaveny motory a zdroji energie. Zdroje energie (generátory) dodávají energii pro ostatní komponenty – motory pro pohyb lodě, štíty pro obranu, zbraně pro střelbu (u těch často množství dostupné energie určuje množství výstřelů). Speciální doplňky jsou například moduly pro obsazování planety.

### Diplomacie
Hra Ascendancy obsahuje obrazovku diplomacie, kde může hráč kontaktovat jiné civilizace a vyměňovat s nimi informace o slunečních soustavách nebo výzkum. Je možné jiným civilizacím vyhlásit válku, uzavřít mít, nebo uzavřít alianci a požadovat pomoc při válčení. Na obrazovce zpravodajských informací může hráč vidět informace o vojenské síle, množství osídlených planet a výzkumu známých civilizací.

### Parametry hry
Na začátku hry může hráč zvolit několik parametrů hry. Může si vybrat druh za který hraje, hustotu hvězd, galaktickou atmosféru a množství protivníků. Ve hře Ascendancy je na výběr 21 druhů životních forem z nichž každá má nějakou speciální vlastnost. Některé speciální vlastnosti je možné použít jen v pravidelných intervalech (např. druh Capelon může svoje planety udělat dočasně nedobytné), jiné jsou aktivní stále (např. druh Chronomyst může cestovat rychle mezi hvězdami). Všechny druhy proti kterým hráč soutěží (s čísly 2-6) jsou vybrány náhodně a ovládány pomocí AI počítače.
Nastavení Hustoty hvězd určuje kolik slunečních soustav existuje v galaxii. Čím je větší, tím více planet má hráč k dispozici na osídlení. Hustota hvězd ovlivňuje délku hry protože zabere více času dobýt nebo osídlit větší galaxie. Kromě toho také ovlivňuje jak rychle se jednotlivé druhy potkají a kolik místa mají k dispozici. Po zvolení hustoty hvězd na začátku hry je náhodně vygenerována celá galaxie i se všemi slunečními soustavami.
Galaktickou atmosféru je možné nastavit na mírumilovnou, neutrální nebo nepřátelskou. Toto nastavení určuje chování jednotlivých druhů, nicméně i přes toto nastavení mají jednotlivé druhy sklon k určitému chování. Přestože má hráč možnost určitých nastavení, kombinace náhodných protivníků a náhodné struktury galaxie a topografie planet způsobuje, že Ascendancy navozuje velmi různorodé herní zážitky.

## Příběh
Některé z forem života ve hře popisují své motivy pro ovládnutí galaxie. Některé druhy jsou mírumilovní diplomaté, jiné jsou zaměřené na zkoumání a objevování a jiné druhy chtějí zabíjet a ovládat ostatní druhy. Kromě toho nemá hra Ascendancy žádný příběh a popis virtuálního světa se omezuje na krátké charakteristiky jednotlivých forem života a shrnutí na konci každé hry. Zbytek je ponechán na hráčově fantazii.

## Vývoj
Společnost The Logic Factory popisovala, že inspirace pro hru Ascendancy pochází z "čtení fantastických knih a sledování skvělých pořadů, které ukazují možnosti kontaktu lidí s inteligentními formami mimozemského života. Věříme, že je vysoká pravděpodobnost, že mezi miliardami hvězd a planet jen v naší vlastní Mléčné dráze, existuje jiný život. …Tato hra je našim vlastním příspěvkem k tomuto nevyhnutelnému dobrodružství."
Hudbu pro hru složil Nenad Vugrinec. Ke hře je možné stáhnout češtinu a patch (The Antagonizer) na zlepšení inteligence počítačem řízených protivníků.

### Remake pro iOS
V roce 2010 společnost The Logic Factory oznámila na svých stránkách, že vydá Ascendancy pro iPhone a iPad jako kompletně aktualizovaný remake vyvinutý pro moderní hraní. Podle oznámení měla být hra podobná originálu, ale s kompletně přepracovaným uživatelským rozhraním, aby bylo možná ji ovládat na mobilních, bezdrátových a dotykových zařízeních. Dále měla být přepracovaná umělá inteligence protivníků.
Verze pro iOS byla vydána na Apple app store 5. ledna 2011. Byla ale již odstraněna.

## Hodnocení
Originální hra Ascendancy byla vydána ve zlatém věku vesmírných 4X her v polovině devadesátých let. Recenzenti na hře oceňovali dobrou grafiku, zábavnost a dobrou hratelnost a intuitivní ovládání. Originální verze získala ocenění asociace vydavatelů software — CODiE Award za nejlepší strategii roku 1996.
Hra byla kritizovaná pro slabou umělou inteligenci. Ta způsobovala jednak velmi slabé protivníky (a jednoduchou hru) a dále vyžadovala po hráči micromanagement planet, protože automatické řízení bylo nevhodné. Na opravu umělé inteligence byl vydán patch Antagonizer.